# Академия научной фантастики, фэнтези и фильмов ужасов
Акаде́мия нау́чной фанта́стики, фэ́нтези и фи́льмов у́жасов (англ. Editing Academy of Science Fiction, Fantasy & Horror Films) — американская некоммерческая организация, имеющая штаб-квартиру в городе Лос-Анджелес, штат Калифорния. Основана в 1972 году Дональдом А. Ридом с целью чествования и признания фильмов, называемых «жанрами развлечения».
Ежегодно эта Академия проводит показы фильмов, а затем вручает премию «Сатурн» тем из них, которые признаны лучшими в своей номинации.